# Distributed Management Task Force
Distributed Management Task Force（ディストリビューテッド・マネジメント・タスク・フォース、略称：DMTF）は、米国内国歳入法(英語版)501(c)(3)に基づく非営利の業界標準化団体である。新たなものから従来のものまで、多様なITインフラストラクチャー（クラウド・仮想化・ネットワーク・サーバー・ストレージなど）の管理を容易にするためのオープン・スタンダードを策定している。相互運用可能なIT管理の向上を目的として、メンバー企業およびアライアンス・パートナーが共同で標準の策定に取り組んでいる。

## 概要
DMTFは米国オレゴン州ポートランドを本拠地とし、テクノロジー企業を代表するブロードコム、シスコシステムズ、デル テクノロジーズ、ヒューレット・パッカード・エンタープライズ、日立製作所、HP Inc.、インテル、レノボ、ネットアップ、ソフトウェア・エー・ジー、Vertiv、およびVMwareをメンバーとする理事会が主導している。

## 歴史
1992年にDesktop Management Task Forceの名称で設立された。策定された最初の標準は、今では廃止されたDesktop Management Interface（DMI）だった。その後、この団体は進化し、Common Information Model（CIM）などの標準の追加を通じて分散管理に取り組むようになり、1999年に名称がDistributed Management Task Forceに変更されたが、今ではDMTFとして知られている。
DMTFは、コンバージド、ハイブリッドITやSoftware Defined Data Center（SDDC）に対する取り組みを続け、最近では、Redfish、SMBIOS、PMCIといった各種標準の仕様を発表している。

## DMTFが策定した標準
DMTFが策定した標準には次のようなものがある。
- CADF：Cloud Auditing Data Federation（クラウド監査データ・フェデレーション）
- CIMI（英語版）：Cloud Infrastructure Management Interface（クラウド・インフラストラクチャー管理インターフェース）
- CIM：Common Information Model（共通情報モデル）
- DASH（英語版）：Desktop and Mobile Architecture for System Hardware（システム・ハードウェア向けデスクトップ・モバイル・アーキテクチャ）
- MCTP（英語版）：Management Component Transport Protocol（管理コンポーネント・トランスポート・プロトコル）。NVMe-MI™、I2C/SMBus、およびPCIe®のバインディングを含む
- NCSI（英語版）：Network Controller Sideband Interface（ネットワーク・コントローラー・サイドバンド・インターフェース）
- OVF：Open Virtualization Format（オープン仮想化フォーマット）
- PLDM：Platform Level Data Model（プラットフォーム・レベル・データ・モデル）。ファームウェア更新、Redfishデバイス・イネーブルメント（RDE）を含む
- Redfish（英語版）：プロトコル、スキーマ、ホスト・インターフェース、プロファイルを含む
- SMASH（英語版）：Systems Management Architecture for Server Hardware（サーバー・ハードウェア向けシステム管理アーキテクチャ）
- SMBIOS：System Management BIOS（システム管理バイオス）

## 参考資料
- https://www.theregister.co.uk/2015/08/05/dmtf_signs_off_redfish_server_management_spec_v_10/
- https://digitalisationworld.com/news/49120/dmtf-announces-redfish-api-advancements

## 内部リンク
- オープン仮想化フォーマット
- Common Information Model
- System Management BIOS
- en:Cloud Infrastructure Management Interface
- en:Desktop and mobile Architecture for System Hardware
- en:Management Component Transport Protocol
- en:NC-SI
- en:Redfish (specification)
- en:Systems Management Architecture for Server Hardware